# 가에이
가에이(嘉永, かえい)는 일본의 연호(元号) 중 하나이다.
- 전후 : 고카(弘化) 이후 - 안세이(安政) 이전.
- 시기 : 1848년~1854년
- 천황 : 고메이 천황
- 쇼군 : 에도 막부의 도쿠가와 이에요시, 이에사다

## 개원
- 고카 5년 2월 28일(1848년 4월 1일), 고메이 천황의 치세가 시작됨에 따라 개원(改元).
- 가에이 7년 11월 27일(1855년 1월 15일), 안세이로 개원된다.

## 출전
《송서》 〈악지〉의 “思皇享多祐、嘉楽永無央”

## 가에이 시기에 일어난 일
- 6년
  - 미국의 동인도함대를 이끄는 페리 제독이 내항하다.
  - 6월 3일(7월 8일) : 페리 제독이 4척의 구로후네(黒船, 이양선)를 이끌고 우라가 앞바다에 도착하다.
- 7년
  - 교토에서 대화재가 나서 궁궐이 불타다. 개원의 한 원인이 된다.

### 죽음
- 원년
  - 하부 겐켄 (향년 86세)
  - 야에자키 켄교
- 2년
  - 가쓰시카 호쿠사이
- 3년
  - 다카노 조에이
  - 구니사다 주지
- 4년
  - 미즈노 다다쿠니
- 5년
  - 도야마 가게모토 (도야마의 긴상 주인공. 향년 61세)
- 6년
  - 도쿠가와 이에요시 (향년 60세)
- 7년
  - 에이라쿠 호젠

## 서력과의 대조표
| 가에이 | 원년   | 2년    | 3년    | 4년    | 5년    | 6년    | 7년    |
| ------ | ------ | ------ | ------ | ------ | ------ | ------ | ------ |
| 서력   | 1848년 | 1849년 | 1850년 | 1851년 | 1852년 | 1853년 | 1854년 |
| 간지   | 무신   | 기유   | 경술   | 신해   | 임자   | 계축   | 갑인   |

## 같이 보기
- 일본의 연호 일람

| 이전 고카 | 일본의 연호 1848년 ~ 1854년 | 다음 안세이 |